# Phaedropsis placendalis
Phaedropsis placendalis is een vlinder uit de familie van de grasmotten (Crambidae). De wetenschappelijke naam van de soort is voor het eerst gepubliceerd in 1890 door Heinrich Benno Möschler.
De soort komt voor in Cuba en Puerto Rico.